# Мандра (озеро)
Мандра, також Мандренське озеро (англ. Lake Mandra, Lake Mandrensko) (болг. Мандра язовир, Мандренско езеро, Mandrensko ezero) — лиман (озеро) на півдні Болгарії, знаходиться на південь від міста Бургас. До 1963 року був солонуватоводним басейном.

## Історія

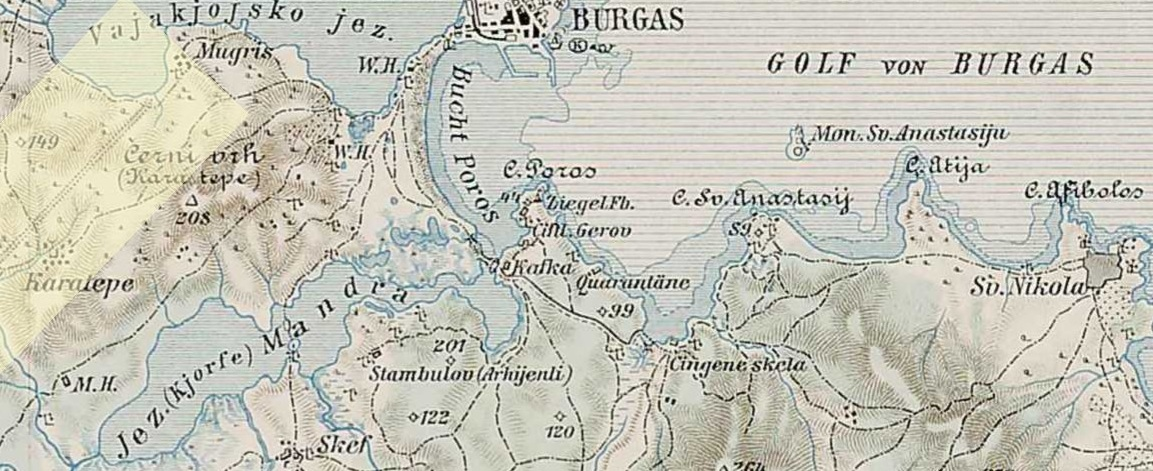
Лиман Мандра і Бургаський регіон у 1903 році

Протягом історії водойма була відома під назвами Кьорфес, Ахренслійське болото і Язеклійське озеро. Назва Кьорфес походить від тур. кörfez, що означає «бухта». Під цією назвою водойма відома у 1493 році, коли вказано, що лиман використовувався як гавань.
У 1884 році з'являється опис водойми, зроблений Константином Іречеком, який вказує, що водойма має 10 км в довжину і 1-2 км в ширину, і є лиманом із слабою, але сталою проточністю. Влітку і восени, з приходом східних вітрів, солоність води зростає. У 1912 році проф. Бончев у своїй доповіді вказує, що водойма мала площу 16,5 км² і було меншим за Бургаське озеро. Також вказувалася глибина водойми біля каналу, яка становила 5 метрів, а на заході глибина сягала лише 70-80 см.
У 1963 році була побудована гребля, яка перетворила лиман на прісноводне водосховище, збільшивши його площу майже в 4 рази.

## Географічна характеристика

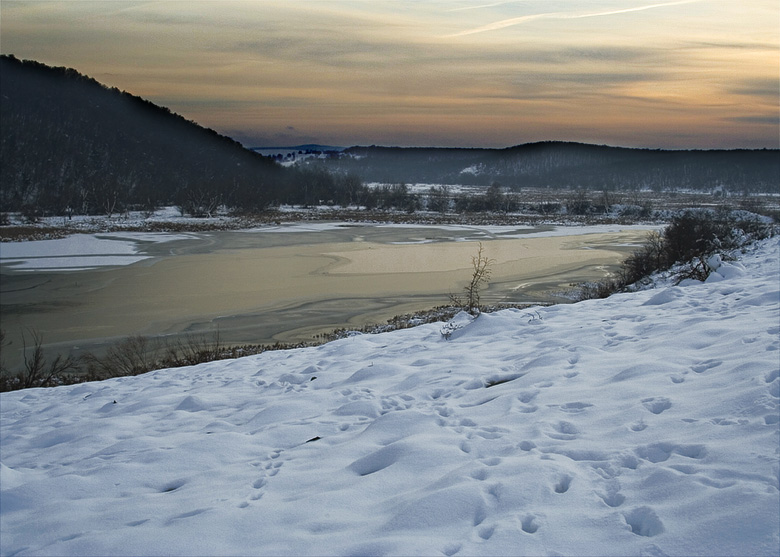
Дамба біля Бургасу

Мандра є найпівденніше і найбільше з чотирьох Бургаських озер. Площа його поверхні становить 38,84 км², довжина — 8 км, при максимальній ширині 1,3 км. Розташований лиман у прямій річковій долині, орієнтованій перпендикулярно відносно морського берега, раніше поєднувалося із морем на півдні від Бургасу. Водойма насичується водами чотирьох річок: Ізворська, Факійська, Средецька, Русокастренська.
Озеро не зберегло свого природного вигляду. У 1934 році у західній частині водойми були збудовані греблі, з метою запобігання весняних паводків. Друга важлива зміна в екосистемі водойми відбулась у 1963 році, коли була збудована гребля в її східній частині. Таким чином, лиман був повністю відмежований від моря і заповнений прісною водою. Були знищені мілини, зарості болотяної рослинності (очерет). Разом з цим зник ряд водних птахів: чаплі, пелікани, качки та інші. Таким чином була знищена єдина колонія рожевих пеліканів в Болгарії.
Найцінніші частини озера були поставлені під захист: Узунгерен, Пода і гирло річки Ізворська (загальна площа 151 га).

## Галерея

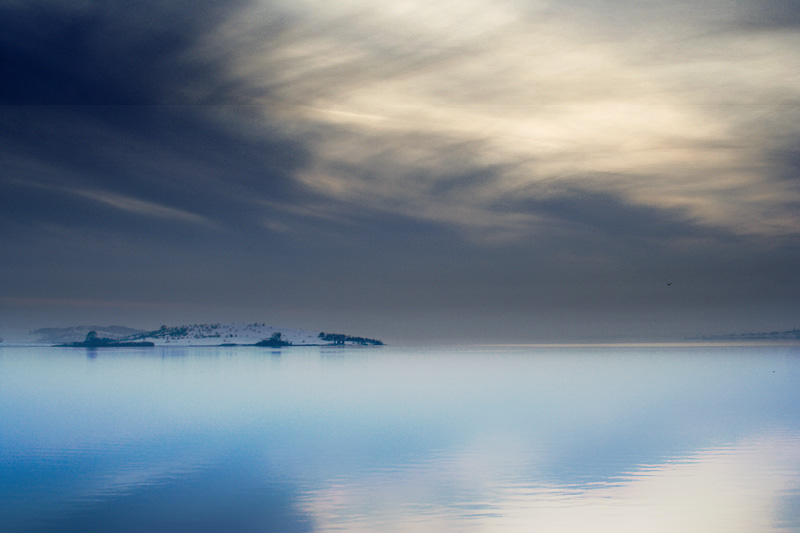
Озеро взиму
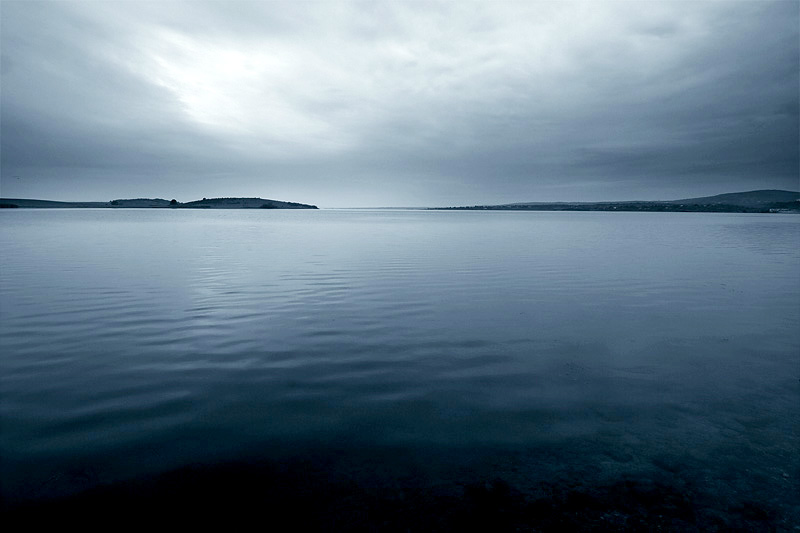
Вид на озеро
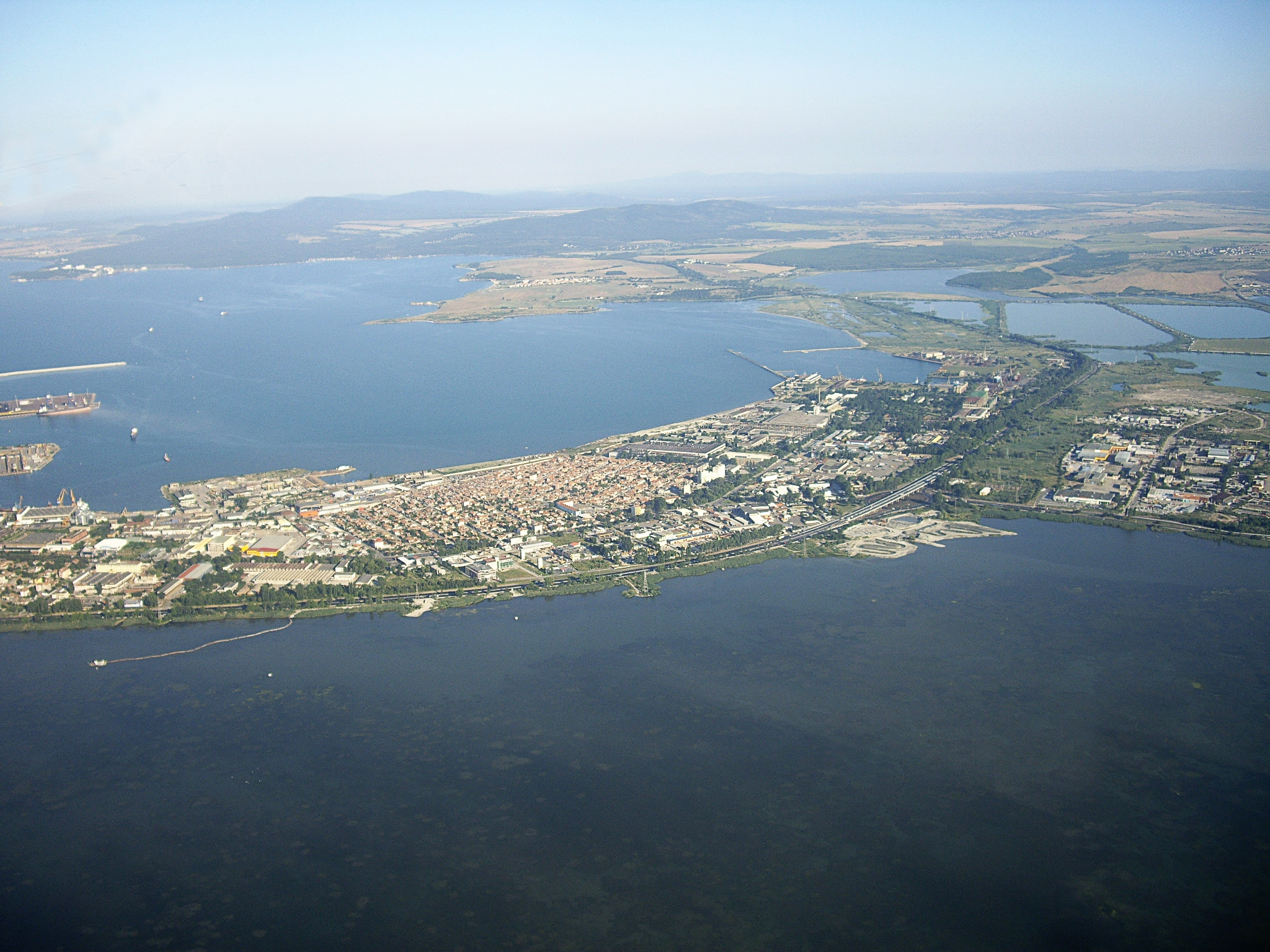
Вид з літака на озера Мандра і Бургас